# 2MASX J15100402+0740370
2MASX J15100402+0740370 (abbreviato SDSS 1510+07) è una galassia dal nucleo galattico attivo situata in direzione della costellazione del Boote a circa 602 milioni di anni luce dalla Terra. La galassia ospita al centro un buco nero supermassiccio.
Recenti osservazioni sono state effettuate tramite il telescopio spaziale Hubble su 2MASX J15100402+0740370 ed altre sette galassie con caratteristiche simili permettendo di evidenziare strutture filamentose estese per migliaia di anni luce, illuminate dalla radiazione che emerge dal nucleo galattico attivo cioè un quasar generato dal buco nero supermassiccio. Alcuni elementi presenti nei filamenti, come l'ossigeno, l'elio, l'azoto, lo zolfo e il neon, assorbono la luce del quasar e la riemettono lentamente nel corso di migliaia di anni; il loro colore verde brillante è principalmente dovuto all'ossigeno ionizzato.

## Galleria d'immagini

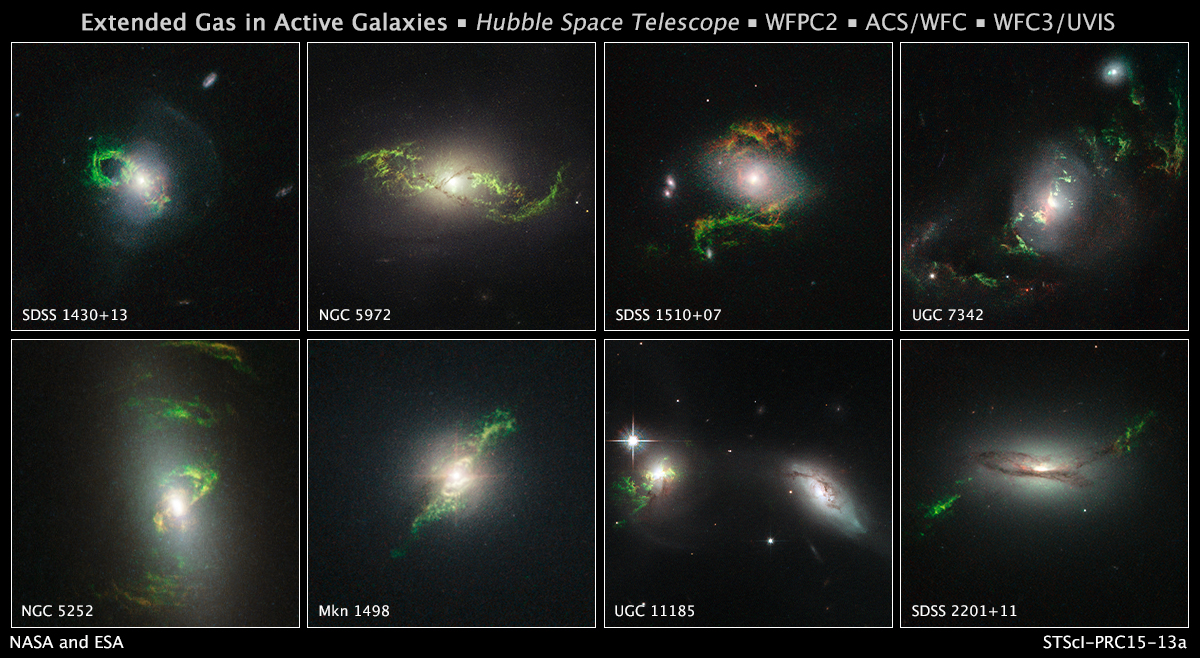
2MASX J15100402+0740370 e le altre sette galassie attive studiate da HST
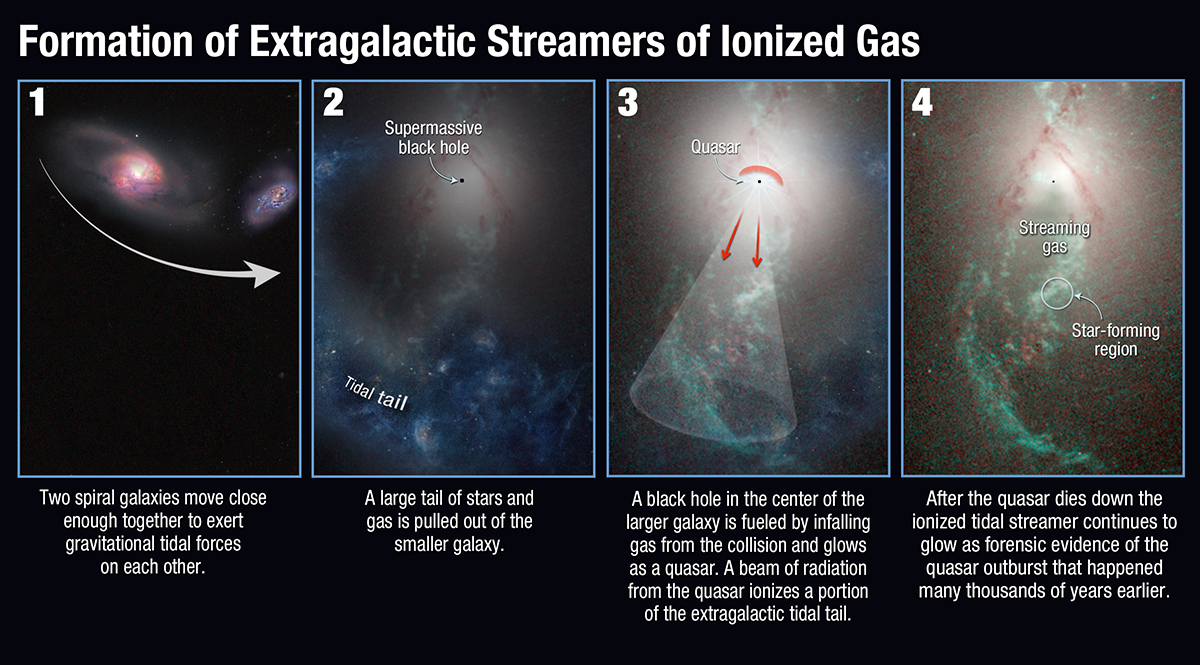
Visual from NASA Explaining Filament Formation of Ionized Gas